# Penthouse and Pavement
Az 1981-es Penthouse and Pavement a Heaven 17 debütáló nagylemeze.
A (We Don't Need This) Fascist Groove Thang dal jól illusztrálja a dalszövegek baloldali orientáltságát, melyek a Margaret Thatcher vezette Nagy-Britannia egyes megnyilvánulásait kritizálja. Mike Read, a Radio 1 disc jokey-ja a dalt nem engedte le a rádióban, mert az nyíltan politizált (Read konzervatív volt és Thatchert követte). A többi dal az atomháborúval, vallási extrémizmussal és Amerika a világra gyakorolt nagy befolyásával foglalkozik.
A kislemezek gyengén szerepeltek a listán, de az album a 14. helyig jutott és 76 hétig maradt a Top 75-ben. 1982 októberében kapta meg az arany minősítést.
Az albumot teljes egészében lejátszották néhány koncerten 2010 folyamán, ezek közül a sheffieldit rögzítették és 2010. május 16-án a BBC Two sugározta. Másnap leadták az album elkészültéről készített dokumentumfilmet is. A lemez bekerült az 1001 lemez, amit hallanod kell, mielőtt meghalsz könyvbe.

## Az album dalai
| 1. | (We Don't Need This) Fascist Groove Thang | Glenn Gregory, Ian Craig Marsh, Martyn Ware | 4:20 |
| 2. | Penthouse and Pavement                    | Gregory, Marsh, Ware                        | 6:23 |
| 3. | Play To Win                               | Gregory, Marsh, Ware                        | 3:37 |
| 4. | Soul Warfare                              | Gregory, Marsh, Ware                        | 5:04 |

| 1. | Geisha Boys and Temple Girls             | Gregory, Marsh, Ware | 4:33 |
| 2. | Let's All Make A Bomb                    | Gregory, Marsh, Ware | 4:03 |
| 3. | The Height of the Fighting               | Gregory, Marsh, Ware | 3:01 |
| 4. | Song With No Name                        | Gregory, Marsh, Ware | 3:36 |
| 5. | We're Going To Live For A Very Long Time | Gregory, Marsh, Ware | 3:15 |

## Közreműködők

### Heaven 17
- Glenn Gregory – ének
- Ian Craig Marsh – szintetizátor, szaxofon, ütőhangszerek
- Martyn Ware – szintetizátor, zongora, ütőhangszerek és háttérvokál

### További közreműködők
- Malcolm Veale – szintetizátor, szaxofon
- Josie James – ének a Penthouse and Pavement-en
- Steve Travell – zongora a Soul Warfare-en
- The Boys of Buddha – szintetikus kürtök
- John Wilson – basszusgitár, gitár és gitár szintetizátorok a Pavement side-on
- Ray Smith – borítófestmény

### Produkció
- hangmérnök és producerasszisztens – Peter Walsh
- hangmérnök – Steve Rance
- executive manipulátor – Bob Last

## Fordítás
Ez a szócikk részben vagy egészben a Penthouse and Pavement című angol Wikipédia-szócikk ezen változatának fordításán alapul.  Az eredeti cikk szerkesztőit annak laptörténete sorolja fel. Ez a jelzés csupán a megfogalmazás eredetét és a szerzői jogokat jelzi, nem szolgál a cikkben szereplő információk forrásmegjelöléseként.